# 平等党
平等党（西班牙語：Partido Igualdad）是智利的一个已不存在的左翼政党。该党成立于2009年11月7日。2022年2月，该党解散。该党的意识形态是社会主义、马克思主义、反资本主义、反帝国主义。该党的主席是Guillermo González Castro，总书记是Rodrigo Román Andoñe。该党的总部位于圣地亚哥。该党是圣保罗论坛的成员。